# Monstro de Frankenstein
O monstro de Frankenstein (também chamado de Adam, Monstro, Criatura de Frankenstein ou apenas Frankenstein) é um personagem fictício que apareceu pela primeira vez em 1818 no romance Frankenstein; or, The Modern Prometheus de Mary Shelley. Na cultura popular, a criatura é muitas vezes referida como "Frankenstein" devido ao seu criador Victor Frankenstein, porém na novela a criatura não tem nome. Também é variadamente referido como "criatura", "demônio", "espectro", "desgraçado", "diabo", "coisa", "ser" e "ogro" no romance.

Como na história de Mary Shelley, o anonimato do monstro se tornou uma parte central das adaptações para o teatro em Londres e Paris, durante as décadas posteriores a primeira aparição do romance. A própria Shelley assistiu a uma apresentação de Presumption, a primeira adaptação teatral de sucesso de seu romance. "O projeto da peça me divertiu muito, pois na lista de dramatis personæ veio _________, pelo Sr. T. Cooke", ela escreveu para seu amigo Leigh Hunt. "Este modo sem nome de nomear o inominável é bastante bom".
Na primeira adaptação cinematográfica, produzida pela Edison Studios em 1910, o monstro é gerado em um tanque químico.
Em uma década de publicação, o nome do criador — Frankenstein — foi usado para se referir ao monstro, mas tornou-se firmemente estabelecido após a série cinematográfica da Universal Studios, estrelada por Boris Karloff que popularizou a história na década de 1930. O filme foi em grande parte baseado em uma adaptação para o teatro em 1927 por Peggy Webling. Frankenstein de Webling realmente dá a sua criatura o seu nome. O filme da Universal tratou a identidade do monstro em uma maneira similar ao romance de Shelley: o nome do ator, não o personagem, está escondido por um ponto de interrogação. No entanto, a criatura logo tornou-se mais conhecida no imaginário popular como "Frankenstein". Esse uso é, por vezes, considerado errôneo, mas comentaristas de uso consideram o sentido do monstro de "Frankenstein", como bem estabelecido e não um erro.  Nesta versão, o cientista é chamado Henry Frankenstein, e utiliza máquinas elétricas, raios e bobinas para trazer sua criação à vida. A cena em que ele exclama “It’s alive! It’s alive!” (“Está vivo! Está vivo!”) tornou-se um marco cultural, simbolizando o triunfo delirante do cientista ao desafiar a natureza.
Outro elemento marcante do filme foi o personagem Fritz, assistente corcunda de Victor Frankenstein. Fritz é originário da peça teatral Presumption; or, The Fate of Frankenstein (1823), não do livro. Embora não tenha sido criado por Mary Shelley, esse personagem foi incorporado ao filme da Universal, onde ganhou popularidade graças à interpretação de Dwight Frye. Mais tarde, Fritz serviu de base para o arquétipo popular do ajudante corcunda chamado Igor, que se tornou um ícone recorrente nas adaptações e na cultura pop relacionada a Frankenstein.

## Biografia do personagem

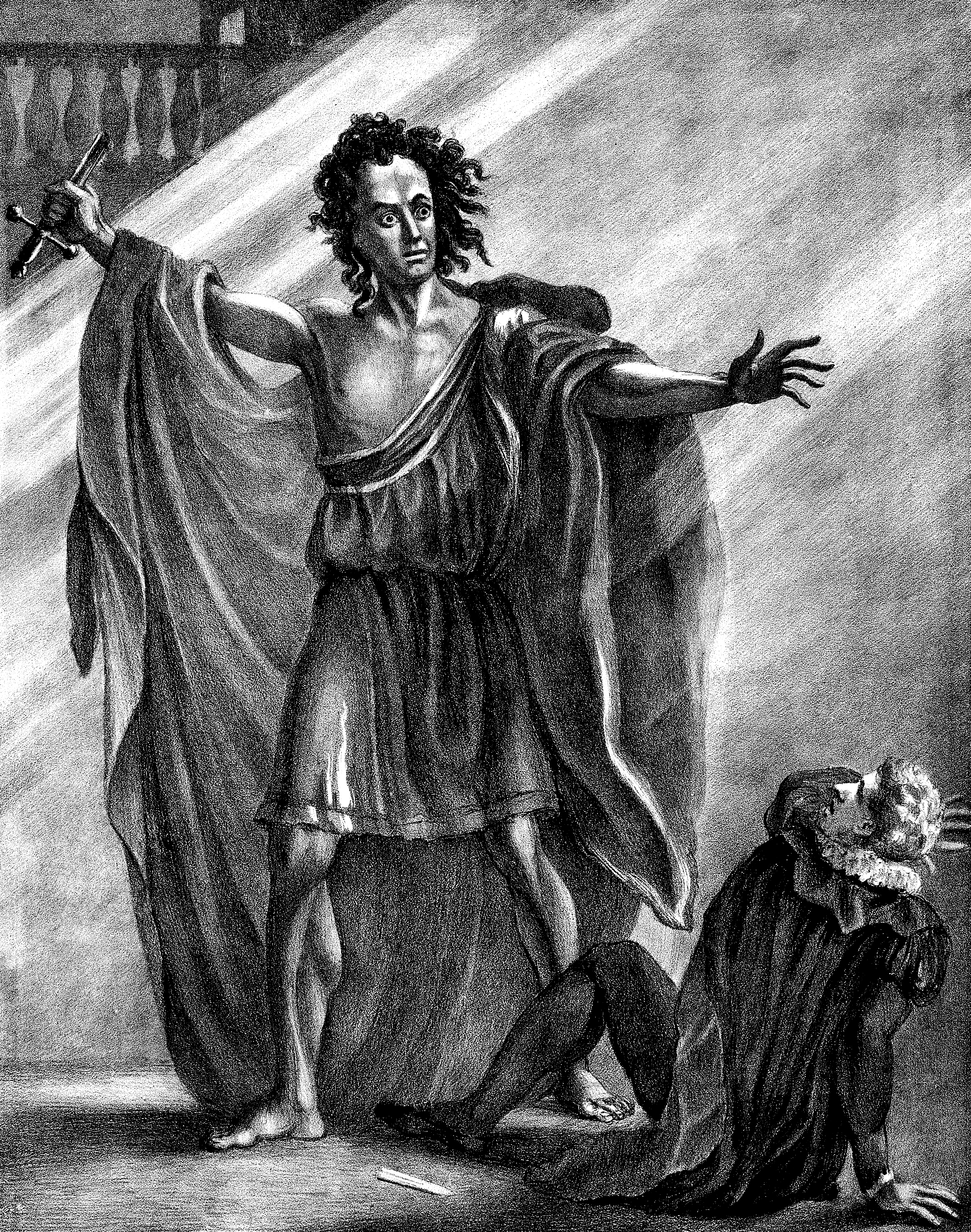
O ator T. P. Cooke como o monstro em uma produção teatral de 1823 do romance de Shelley

A criatura foi artificialmente gerada pelo filósofo natural Victor Frankenstein, um cientista suíço nascido na Itália, fascinado pelos mistérios da vida e da morte. Após anos de estudo sobre eletricidade, galvanismo e os limites entre matéria inerte e vitalidade, Frankenstein desenvolveu uma teoria revolucionária que o levou a realizar o impensável: dar vida a um ser criado a partir da matéria morta. O método exato de sua criação permanece um mistério — mantido em segredo pelo próprio cientista — mas sabe-se que envolveu princípios ocultos, conhecimento alquímico e manipulação de forças elétricas.
A criatura resultante possuía mais de dois metros de altura, aparência disforme e aterradora, força física sobre-humana, notável resistência ao frio e a capacidade de sobreviver com uma dieta mínima. Apesar de sua aparência monstruosa, demonstrava grande sensibilidade e capacidade intelectual. Em seus primeiros momentos de vida, no entanto, foi rejeitada com horror por seu criador, que fugiu de sua presença, incapaz de lidar com o resultado de sua ambição.
Sem orientação, a criatura vagueou pelas florestas até encontrar refúgio em um abrigo próximo à casa de uma família camponesa. Por quase um ano, permaneceu escondida, observando-os silenciosamente e aprendendo a falar e compreender a linguagem humana apenas por meio da escuta. Secretamente os ajudava, deixando lenha e realizando pequenas tarefas durante a noite. Desenvolveu um profundo afeto por eles e, certo dia, tentou se revelar — apenas para ser brutalmente repelida por sua aparência grotesca.
Devastada pela rejeição e pela solidão, a criatura viajou a pé até Genebra. Lá, tentou fazer amizade com William, o irmão mais novo de Victor, mas o menino gritou e ameaçou entregá-lo. Ao tentar silenciá-lo, a criatura acidentalmente o estrangulou. Em seguida, colocou sobre Justine Moritz, a criada da família Frankenstein, uma prova falsa que a implicou no crime, levando-a à execução — um ato de vingança consciente contra a humanidade, que ele já via como injusta e incapaz de compaixão.
Mais tarde, a criatura confrontou seu criador e exigiu que ele criasse uma companheira, argumentando que todo ser vivo merece amor e companhia. Victor inicialmente aceitou, tomado pela culpa, mas acabou destruindo a nova criatura antes de completá-la, temendo que o par gerasse descendência ou que a segunda criatura também se voltasse contra a humanidade.
Como punição, o monstro assassinou Henry Clerval, o melhor amigo de Victor, e, por fim, Elizabeth Lavenza, sua noiva, na noite de núpcias. Obcecado por vingança, Victor perseguiu sua criação por diversos países, atravessando geleiras e montanhas, até as extremidades geladas do Polo Norte. Lá, exausto e doente, morreu sem conseguir executar sua vingança. Foi encontrado por Robert Walton, capitão de uma expedição ao Ártico, a quem relatou sua tragédia antes de falecer.
A criatura, ao saber da morte de seu criador, foi tomada por uma tristeza profunda. Reconhecendo que sua existência havia sido marcada por sofrimento, isolamento e violência, decidiu pôr fim à própria vida. Desapareceu entre os gelos do norte, com a intenção de se destruir por completo — queimando seu próprio corpo — para que nenhum vestígio de sua anatomia ou do método de sua criação pudesse jamais ser descoberto ou repetido.

## Representações
| Ator                       | Ano       | Produção                                                                |
| -------------------------- | --------- | ----------------------------------------------------------------------- |
| Thomas Cooke               | 1823      | Presumption; or, the Fate of Frankenstein (peça teatral)                |
| O. Smith                   | 1826      | The Man and The Monster; or The Fate of Frankenstein                    |
| Charles Stanton Ogle       | 1910      | Frankenstein                                                            |
| Percy Standing             | 1915      | Life Without Soul                                                       |
| Umberto Guarracino         | 1920      | The Monster of Frankenstein                                             |
| Boris Karloff              | 1931      | Frankenstein                                                            |
| Boris Karloff              | 1935      | Bride of Frankenstein                                                   |
| Boris Karloff              | 1939      | Son of Frankenstein                                                     |
| Boris Karloff              | 1962      | Route 66': "Lizard's Leg and Owlet's Wing" (episódio da série de TV)    |
| Dale Van Sickel            | 1941      | Hellzapoppin                                                            |
| Lon Chaney Jr.             | 1942      | The Ghost of Frankenstein                                               |
| Lon Chaney Jr.             | 1952      | Tales of Tomorrow: "Frankenstein" (episódio da série de TV)             |
| Bela Lugosi                | 1943      | Frankenstein Meets the Wolf Man                                         |
| Glenn Strange              | 1944      | The House of Frankenstein                                               |
| Glenn Strange              | 1945      | House of Dracula                                                        |
| Glenn Strange              | 1948      | Abbott and Costello Meet Frankenstein                                   |
| Gary Conway                | 1957      | I Was a Teenage Frankenstein                                            |
| Christopher Lee            | 1957      | The Curse of Frankenstein                                               |
| Gary Conway                | 1958      | How to Make a Monster                                                   |
| Michael Gwynn              | 1958      | The Revenge of Frankenstein                                             |
| Mike Lane                  | 1958      | Frankenstein 1970                                                       |
| Harry Wilson               | 1958      | Frankenstein's Daughter                                                 |
| Don Megowan                | 1958      | Tales of Frankenstein (piloto para TV)                                  |
| Danny Dayton               | 1963      | Mack and Myer for Hire: "Monstrous Merriment" (episódio da série de TV) |
| Kiwi Kingston              | 1964      | The Evil of Frankenstein                                                |
| Fred Gwynne                | 1964      | The Munsters (as "Herman Munster")                                      |
| Koji Furuhata              | 1965      | Frankenstein Conquers the World                                         |
| John Maxim                 | 1965      | Doctor Who: "The Chase" (episódio da série de TV)                       |
| Robert Reilly              | 1965      | Frankenstein Meets the Space Monster                                    |
| Yû Sekida e Haruo Nakajima | 1966      | The War of the Gargantuas                                               |
| Allen Swift                | 1967      | Mad Monster Party?                                                      |
| Allen Swift                | 1972      | Mad Mad Mad Monsters                                                    |
| Susan Denberg              | 1967      | Frankenstein Created Woman                                              |
| Robert Rodan               | 1967      | Dark Shadows                                                            |
| David Prowse               | 1967      | Casino Royale                                                           |
| David Prowse               | 1970      | The Horror of Frankenstein                                              |
| David Prowse               | 1974      | Frankenstein and the Monster from Hell                                  |
| Freddie Jones              | 1969      | Frankenstein Must Be Destroyed                                          |
| Manuel Leal                | 1969      | Santo y Blue Demon contra los monstruos (as "Franquestain")             |
| Howard Morris              | 1970      | Groovie Goolies (com "Frankie")                                         |
| John Bloom e Shelley Weiss | 1971      | Dracula vs. Frankenstein                                                |
| Xiro Papas                 | 1972      | Frankenstein 80                                                         |
| Bo Svenson                 | 1973      | The Wide World of Mystery "Frankenstein" (episódio da série de TV)      |
| José Villasante            | 1973      | The Spirit of the Beehive                                               |
| Michael Sarrazin           | 1973      | Frankenstein: The True Story                                            |
| Srdjan Zelenovic           | 1974      | Flesh for Frankenstein                                                  |
| Peter Boyle                | 1974      | Young Frankenstein                                                      |
| Per Oscarsson              | 1976      | Terror of Frankenstein                                                  |
| Mike Lane                  | 1976      | Monster Squad                                                           |
| Jack Elam                  | 1979      | Struck by Lightning                                                     |
| John Schuck                | 1979      | The Halloween That Almost Wasn't                                        |
| Peter Cullen               | 1984      | The Transformers                                                        |
| David Warner               | 1984      | Frankenstein (Filme para TV)                                            |
| Clancy Brown               | 1985      | The Bride                                                               |
| Clancy Brown               | 2020      | DuckTales                                                               |
| Tom Noonan                 | 1987      | The Monster Squad                                                       |
| Paul Naschy                | 1987      | El Aullido del Diablo                                                   |
| Chris Sarandon             | 1987      | Frankenstein (Filme para TV)                                            |
| Phil Hartman               | 1987–1996 | Saturday Night Live                                                     |
| Zale Kessler               | 1988      | Scooby-Doo and the Ghoul School                                         |
| Jim Cummings               | 1988      | Scooby-Doo! and the Reluctant Werewolf                                  |
| Craig Armstrong            | 1989      | The Super Mario Bros. Super Show!                                       |
| Nick Brimble               | 1990      | Frankenstein Unbound                                                    |
| Randy Quaid                | 1992      | Frankenstein                                                            |
| Robert De Niro             | 1994      | Mary Shelley's Frankenstein                                             |
| Deron McBee                | 1995      | Monster Mash: The Movie                                                 |
| Peter Crombie              | 1997      | House of Frankenstein                                                   |
| Thomas Wellington          | 1997      | The Creeps                                                              |
| Frank Welker               | 1999      | Alvin and the Chipmunks Meet Frankenstein                               |
| Shuler Hensley             | 2004      | Van Helsing                                                             |
| Luke Goss                  | 2004      | Frankenstein                                                            |
| Vincent Perez              | 2004      | Frankenstein                                                            |
| Joel Hebner                | 2005      | Frankenstein Reborn                                                     |
| Julian Bleach              | 2007      | Frankenstein                                                            |
| Shuler Hensley             | 2007      | Young Frankenstein                                                      |
| Scott Adsit                | 2010      | Mary Shelley's Frankenhole                                              |
| Benedict Cumberbatch       | 2011      | Frankenstein                                                            |
| Jonny Lee Miller           | 2011      | Frankenstein                                                            |
| Tim Krueger                | 2011      | Frankenstein: Day of the Beast                                          |
| David Harewood             | 2011      | Frankenstein's Wedding                                                  |
| Kevin James                | 2012      | Hotel Transylvania                                                      |
| Kevin James                | 2015      | Hotel Transylvania 2                                                    |
| Kevin James                | 2018      | Hotel Transylvania 3: Summer Vacation                                   |
| David Gest                 | 2012      | A Nightmare on Lime Street                                              |
| Mark Hamill                | 2012      | Uncle Grandpa                                                           |
| Roger Morrissey            | 2013      | The Frankenstein Theory                                                 |
| Chad Michael Collins       | 2013      | Once Upon a Time                                                        |
| Aaron Eckhart              | 2014      | I, Frankenstein                                                         |
| Eric Gesecus               | 2014      | Army of Frankensteins                                                   |
| Rory Kinnear               | 2014      | Penny Dreadful                                                          |
| Dee Bradley Baker          | 2014      | Winx Club (in "A Monstrous Crush")                                      |
| Michael Gladis             | 2015      | The Librarians (em "And the Broken Staff")                              |
| Spencer Wilding            | 2015      | Victor Frankenstein                                                     |
| Xavier Samuel              | 2015      | Frankenstein                                                            |
| Kevin Michael Richardson   | 2015      | Rick and Morty                                                          |
| Brad Garrett               | 2016      | Comercial de fim de ano da Apple                                        |
| John DeSantis              | 2017      | Escape from Mr. Lemoncello's Library                                    |
| Ai Nonaka                  | 2017      | Fate/Apocrypha                                                          |
| Grant Moninger             | 2017      | Teenage Mutant Ninja Turtles                                            |
| Skylar Astin               | 2019      | Vampirina                                                               |
| Will Ferrell               | 2019      | Drunk History                                                           |
| Brad Abrell                | 2022      | Hotel Transylvania: Transformania                                       |
| Itaru Yamamoto             | 2023      | Undead Girl Murder Farce                                                |